# Phil Tevreden
Phil Tevreden is een Surinaams ondernemer. Hij is medeoprichter van de op Suriname en Nederland gerichte radiozender Srananpoku (2006), van de Surinaamse Artiesten Vereniging (2012) en van TrackDrip (2019-2025), de eerste streamingdienst voor muziek in Suriname. Daarnaast werkt hij sinds 2018 aan de lancering van FissaCoin, een cryptomunt voor de Surinaamse evenementenbranche om de doorverkoop van tickets tegen te gaan.

## Biografie
Phil Tevreden richtte in 2006 samen met Tariq Henar het bedrijf Sranan Entertainment op. Een belangrijke rol hierin speelt Srananpoku: een radiozender die zich richt op luisteraars in Suriname en Nederland, en tevens muziekwebsite. Ondertussen werkte hij daarnaast vier jaar als innovatiecoördinator voor Telesur Multimedia Innovation Laboratory. Sinds 2019 is hij algemeen manager voor Anjisa Digital Music Distribution Network; voor het moederbedrijf fungeert hij al sinds 2015 als adviseur. Tussendoor was hij in 2012 samen met Henry Ceder, Marianne Cornet, Henny Panka en Helianthe Redan medeoprichter en bestuurslid van de Surinaamse Artiesten Vereniging.
Tussendoor was hij in 2013 samen met de Surinaamse Schaak Bond voor Telesur betrokken bij de introductie van het online schaakprogramma Playchess. In 2015 was hij goodwillambassadeur van de leesapp Boekplezier die door de Stichting Projekten werd gelanceerd tijdens het Kinderboekenfestival. Daarnaast werkt hij sinds 2018 aan de ontwikkeling van FissaCoin, een cryptomunt voor de Surinaamse evenementenbranche om de doorverkoop van tickets tegen te gaan.
In 2019 richtte hij mede de muziek-app TrackDrip op, de eerste digitale streamingdienst voor muziek in Suriname. Hiermee waren ze Spotify acht maanden voor op de Surinaamse markt. Omdat de naleving van de  auteursrechten in Suriname in het algemeen te wensen over laat, betekent TrackDrip voor Surinaamse artiesten een extra inkomstenbron. Als spinoff worden TrackDrip Achievement Awards uitgereikt waarmee succesvolle Surinaamse artiesten worden beloond.